# Zhang Kai (Rechtsanwalt)
Zhang Kai (Chinesisch: 张凯; Pinyin: Zhāng Kǎi) ist ein Menschenrechtsanwalt, der dafür bekannt ist, Kirchen in China verteidigt zu haben, die gezwungen wurden, ihre Kreuze und Kruzifixe zu entfernen. Zhang ist auch bekannt dafür, dass er benachteiligte Menschen verteidigt, sich für sie einsetzt oder für sie kämpft. Ein Beispiel ist Feng Jianmei, eine Frau, die im Jahr 2012 von Regierungsbehörden gezwungen wurde, eine Abtreibung vornehmen zu lassen.

## Festnahme und Inhaftierung
Zhang Kai wurde am 25. August 2015 in Wenzhou, Provinz Zhejiang, eine Stadt mit einem starken christlichen Einfluss, festgenommen. Er hatte Kirchen vertreten, deren Kreuze von Regierungsbeamten abgerissen wurden. Zhang wurde auch beschuldigt „Drahtzieher illegaler religiöser Versammlungen“ gewesen zu sein. Er wurde mit „Gefährdung von Staatsgeheimnissen“ angeklagt und „eine Menschenmenge versammelt zu haben, um die öffentliche Ordnung zu stören“, deswegen soll er inhaftiert worden sein.
Zhang plante, zusammen mit einer Gruppe religiöser Führer, den US-Gesandten für Religionsfreiheit, David Saperstein, am darauffolgenden Tag zu treffen.
Beamte der Provinz führten eine Kampagne durch, bei der sie die Kreuze von mehr als 1200 Kirchen und anderen Gebäuden entfernten. Der Generalsekretär der Kommunistischen Partei Chinas Xi Jinping war einst der Sekretär des Parteiausschusses der Provinz. Seit seiner Machtübernahme im Jahr 2012, schlug das strenge politische Regime Xis gegen Menschenrechtsanwälte, liberale Akademiker, Journalisten, Blogger und kämpferische Frauenrechtlerinnen zu.
Rechtsgruppen behaupten, dass diese Kampagne sich gegen Hunderte Kirchengemeinden gerichtet habe.
Zhang, wie viele chinesische Menschenrechtsanwälte, ist ein Christ, und hatte Anfang 2015 ein Online-Essay gepostet, das die Behandlung der chinesischen Kirchgänger durch die Kommunistische Partei verurteilte.
Zhang legte im Fernsehen ein Geständnis ab, das von seinen Anhängern abgelehnt wurde. Zhang Lei, ein Kollege, sagte: „Es ist absolut erschreckend, wenn eine Person gezwungen wird, im Fernsehen ein Geständnis abzulegen.“
Mervyn Thomas, Geschäftsführer des Christian Solidarity Worldwide, sagte, dass dieses angebliche „Bekenntnis“ des Rechtsanwalts Zhang Kai, eine weitere besorgniserregende Entwicklung bezüglich der laufenden Niederschlagung gegen diejenigen sei, die friedlich Menschenrechte und Rechtsstaatlichkeit in China aufrechterhalten wollen. Zhang sei seit Monaten ohne Kontakt mit der Außenwelt oder einem Anwalt eingesperrt gewesen. Plötzlich erschien er im Fernsehen und gestand Kirchen und Christen getäuscht zu haben. Zhang Kai sei nicht einmal offiziell verhaftet, aber bereits im Staatsfernsehen als schuldig präsentiert worden.
Mervyn Thomas sagte weiterhin, dass Zhang Kai ein Recht auf eine faire und öffentliche Verhandlung mit einem Rechtsanwalt seiner Wahl habe. Christian Solidarity Worldwide forderte die chinesische Regierung auf, dringend seinen Fall zu überprüfen und ihm Zugang zu einem Verteidiger zu ermöglichen. Auch solle die Regierung Chinas alle Anwälte, Aktivisten und Dissidenten, die wegen ihrer friedlichen Verteidigung der Religionsfreiheit oder ihres Glaubens und anderen Menschenrechten eingesperrt sind, freilassen.

## Freilassung
Zhang Kai, Menschenrechtsanwalt und Verteidiger der Religionsfreiheit, wurde laut Berichten am 23. März 2016 freigelassen. Er soll eine Nachricht über WeChat verschickt haben, die seine Freilassung bestätigte und dass er wieder in seiner Heimatstadt in der Inneren Mongolei sei.
Zhang war im August 2015 verhaftet worden, weil er die „soziale Ordnung“ gestört haben soll. Ihm wurde unter anderem Diebstahl, Spionage und andere Verbrechen vorgeworfen. Im Februar 2015 soll er im staatlichen Fernsehen ein Geständnis abgelegt haben, dass er die soziale Ordnung Chinas gestört und sich schlecht Verhalten habe.

## Rechtsanwälte und Aktivisten in China eingesperrt
Berichten zufolge, sollen chinesische Behörden die folgenden Personen ebenfalls eingesperrt haben: die Rechtsanwälte Wang Yu, Zhou Shifeng, Li Shuyun und Xie Yanyi; Li Heping und seine beiden Assistenten, Zhao Wei und Gao Yue; ein weiterer juristischer Assistent, Liu Sixin; und die Aktivisten Hu Shigen und Gou Hongguo.
Im Juni 2016 gab es Berichte in der South China Morning Post, dass Zhao Wei nach einem scheinbaren „Geständnis“ freigelassen worden sei. Doch konnten diese Berichte nicht bestätigt werden. Ihr Mann glaubte, dass sie vielleicht gezwungen worden sei, einen Widerruf zu leisten, und bestritt die Echtheit der Aussagen in ihrem Sina Weibo Social-Media-Konto.